# دانشگاه علوم توکیو
دانشگاه علوم توکیو (به ژاپنی: 東京理科大学, Tōkyō Rika Daigaku)، یک دانشگاه تخصصی و دانشگاه پژوهشی، واقع در شینجوکو-کو، توکیو، ژاپن است.